# チーニー (ワシントン州)
チーニー（Cheney）は、アメリカ合衆国ワシントン州スポケーン郡の都市である。人口は1万3255人（2020年）。

## 地理・気候
北緯47度29分19秒、西経117度34分43秒に位置している。
アメリカ合衆国統計局によると、総面積10.7 km2 (4.1 mi2) である。このうち10.6 km2 (4.1 mi2) が陸地であり、0.10 km2 (0.04 mi2) (0.73%) が水地である。
- 山:
- 河川:
- その他:

## 人口
2000年国勢調査では、人口8,832人、3,108世帯、1,529家族が暮らしている。人口密度は833.8/km2 (2,161.0/mi2) である。310.9/km2 (805.7/mi2) の平均的な密度に3,293軒の住宅が建っている。この都市の人種的な構成は白人85.28%、アフリカン・アメリカン2.11%、ネイティブ・アメリカン1.32%、アジア6.34%、太平洋諸島系0.35%、その他の人種1.71%、混血2.89%である。この人口の4.35%はヒスパニックまたはラテン系である。
全世帯のうち、18歳未満の子供と同居している世帯が25.7%、夫婦のみの世帯が34.6%、未婚女性の世帯が11.8%であり、50.8%は家族を持たない。個人名義の世帯主が30.4%、そのうち65歳以上が5.2%である。世帯ごとの平均人数は2.30人、家族ごとの平均人数は2.97人である。
18歳未満の未成年が18.2%、18歳以上24歳以下が41.0%、25歳以上44歳以下が21.6%、45歳以上64歳以下が12.9%、65歳以上が6.2%、平均年齢は23歳である。女性100人に対して男性は88.2人である。18歳以上の女性100人に対して男性は85.7人である。
この都市の世帯ごとの平均的な収入は22,593 USドルであり、家族ごとの平均的な収入は37,935 USドルである。男性は27,745 USドルに対して女性は23,375 USドルの平均的な収入がある。この都市の一人当たりの収入 (per capita income) は12,566 USドルである。人口の20.1%及び家族の30.9%は貧困線以下である。全人口のうち18歳未満の25.4%及び65歳以上の6.7%は貧困線以下の生活を送っている。